# Compaq
Compaq è stata un'azienda statunitense finalizzata alla produzione nel settore dei personal computer, fondata nel 1982, in seguito divenuta uno dei marchi di Hewlett-Packard (HP).
La società fu creata da Rod Canion, Jim Harris e Bill Murto — in precedenza senior manager in Texas Instruments. Il nome "Compaq" è derivato da "Compatibility and Quality" (compatibilità e qualità), dal momento che alla sua creazione Compaq produceva alcuni dei primi computer IBM compatibile.
Una volta il più grande fornitore di personal computer nel mondo, Compaq è esistita come una azienda indipendente fino al 2002, quando si fuse con HP.
Prima di essere rilevata la società aveva il suo quartier generale nel nord-ovest della contea di Harris, nel Texas.

## Storia
Compaq fu fondata nel febbraio del 1982 da Rod Canion, Jim Harris and Bill Murto, tutti senior manager della Texas Instruments, che investirono 1000 dollari ciascuno; primi investitori esterni all'azienda furono Ben Rosen e Sevin-Rosen.
L'azienda si cimentò inizialmente nel campo dei PC; sull'onda del successo ottenuto, nel novembre 1982 Compaq annunciò Portable, il primo portatile compatibile. Il prodotto fu messo in commercio nel marzo 1983 al prezzo di 2 995 dollari, molto conveniente rispetto alla concorrenza, e ottenne vendite notevoli che raggiunsero e superarono i 50.000 pezzi all'anno.
Nel giugno del 1984, poi, la società lanciò il Deskpro, PC con processore a 16 bit Intel 8086 a 7,14 MHz, molto più veloce di un PC IBM e completamente compatibile con i precedenti PC, che riscosse un grande successo.
Nel 1985 Compaq introdusse il Deskpro 286, un desktop a 16 bit che usava un Intel 80286 a 8 MHz con 7 MB di RAM, più veloce dell'IBM PC AT a 6 MHz e dal costo di 2000 dollari per la versione con disco fisso da 40 MB. Nacque poi il Deskpro 386: basato su Intel 80386, divenne presto il leader per potenza tra i PC, facendo presto perdere a IBM la leadership per prestazioni e tecnologia e causandone il declino in tale campo.
Nel 1992, poi, Compaq iniziò a produrre PC di ogni tipo, anche con microprocessori diversi da Intel, come AMD e Cyrix, riuscendo a produrre PC sotto i 1000 dollari, nonché la linea di portatili Contura.
Nel 1997 fu acquistata Tandem Computers, nota come produttrice dei server NonStop.
Nel 1998 fu acquistata Digital Equipment Corporation per estendere la linea server.
Nel 1999 il gruppo si trovò in difficoltà e il CEO Eckhard Pfeiffer fu licenziato nello stesso anno. Come sostituto, fu scelto Michael Capellas, che però non riuscì a raddrizzare del tutto le sorti del gruppo. Dell era oramai vicina nelle vendite a Compaq. Nel novembre del 1999 Compaq iniziò a lavorare con Microsoft per creare la prima linea di computer per applicazioni Web.
Nel 2000 si ebbero i primi accordi con HP nel campo della vendita dei computer e delle stampanti.
Nel 2001 Compaq cominciò a pensare ad una fusione proprio con HP. Molti investitori, a iniziare da Walter Hewlett (discendente dei proprietari di HP), si opposero a questa idea. Ne risultò una guerra pubblica con gravi conseguenze per i due marchi. Alla fine la fusione fu approvata con una maggioranza ristretta e l'appoggio di una banca esterna. Il CIO di Compaq, Capellas, si dimise e Carly Fiorina, la CEO di HP, prese anche i suoi poteri. Nei tre anni seguenti Fiorina ristrutturò l'azienda risultante dalla fusione, licenziando migliaia di dipendenti Compaq, tra cui molti degli anziani.
In seguito il marchio Compaq apparve solo in pochi prodotti, soprattutto in portatili e monitor TFT.

## Loghi

Logo Compaq usato negli Anni '80
Logo Compaq usato dal 1993 fino al 1998
Logo Compaq usato dal 1998 fino al 2007
Logo Compaq attualmente in uso dal 2007

## Linee prodotte

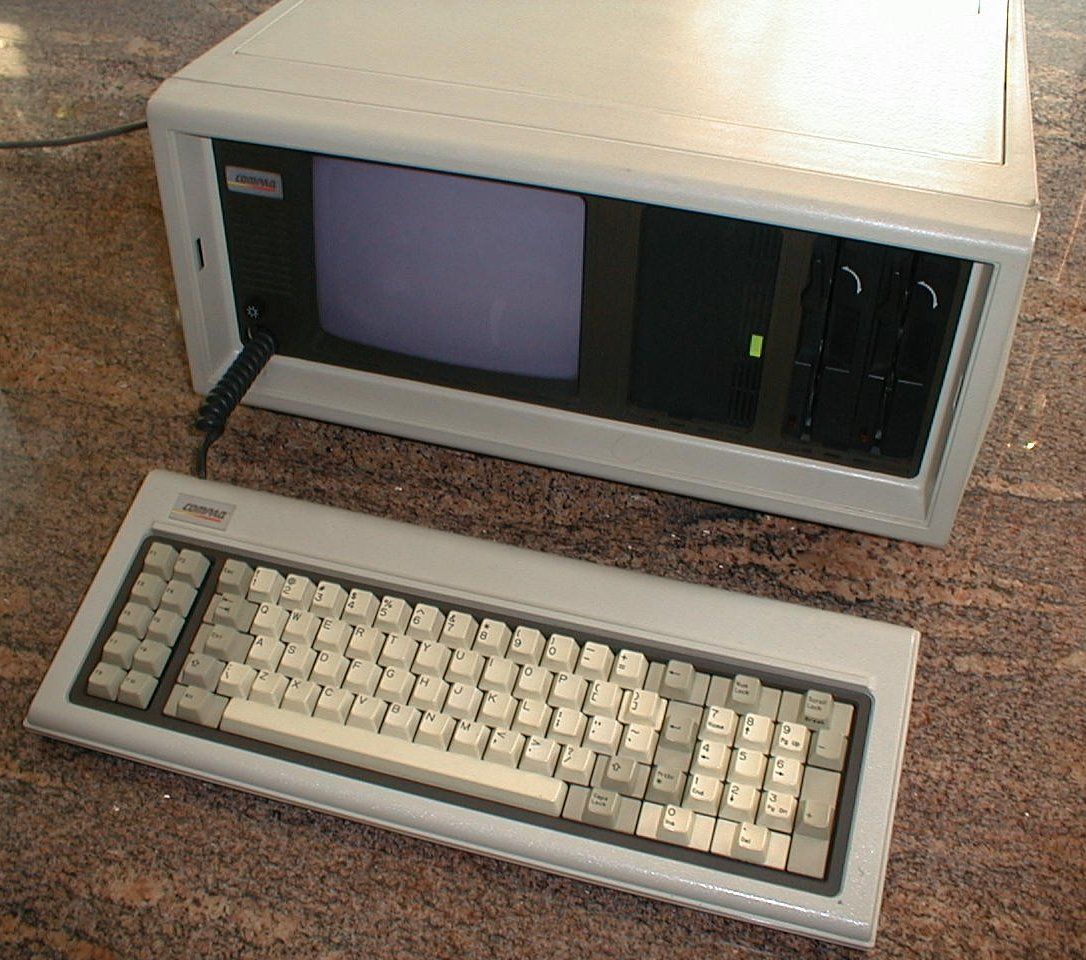
Compaq portable

### Desktop
- Compaq Deskpro
- Compaq Evo
- Compaq Presario

### Portatili e Notebook
- Compaq Portable
- Compaq SLT
- Compaq LTE
- Compaq Contura
- Compaq Concerto
- Compaq Contura Aero
- Compaq Armada
- Compaq Presario

### Palmari
- iPAQ
- Compaq C-Series

### Server e Workstation
- Compaq SystemPro
- Compaq ProSignia
- Compaq ProLiant
- Compaq Professional Workstation AP400